# Colle en bâton
La colle en bâton, aussi appelée bâton de colle est une colle solide en forme de cylindre, conditionnée dans un tube de même format et muni d'une molette et d'un capuchon. Elle a été inventée par Henkel en 1969.
Cette colle s'utilise en faisant apparaître l'extrémité du bloc de colle hors du tube cylindrique, puis en l'appliquant avec fermeté sur l'élément à coller jusqu'à ce qu'il soit suffisamment recouvert du produit qui s'est légèrement fluidifié sous la pression pour peu que la surface à coller soit un peu rugueuse.
Après quelques collages, le bloc de colle ne dépasse plus du tube, et serait donc inutilisable en absence de la molette du fond du tube qui permet de remédier à ce problème en poussant le bloc via à un pas de vis qui le pénètre, ce qui fait dépasser à nouveau le bloc de colle. Le capuchon sert lui à éviter le séchage de la colle, et empêche par la même occasion tout collage accidentel. 
La colle en bâton est surtout utilisée par les écoliers. Elle permet de coller du papier ou du carton, voire du bois dans certains cas, mais pas le métal, le verre ni le plastique.